# Особливий комітет охорони революції
Особливий комітет охорони революції утворений 28 серпня 1917 за ініціативою Української Центральної Ради при Генеральному секретаріаті Української Центральної Ради з метою організації боротьби з корніловщиною.
До складу увійшли: комісари Тимчасового уряду (при Київському військовому окрузі та Києва), командувач військами Київського військового округу (КВО), міський голова, начальник міської міліції, голови виконкомів рад робітничих і солдатських депутатів, представники політичних партій: російських та українських есерів, більшовиків, меншовиків, українських соціал-демократів, Бунду та Об'єднаної єврейської соціалістичної робітничої партії. 29 серпня Комітет звернувся до населення Києва з відозвою, в якій пропонував зберігати спокій, військовим частинам — виконувати накази командувача КВО. Комітет дав згоду на арешт посадових осіб, які підтримали заколот, — начальника штабу КВО генерала М. Оболешева, урядового комісара по Києву кадета М. Страдомського, закрив газету «Кіевлянинъ». Проте Комітет відкинув пропозицію більшовиків про озброєння робітників і солдатів, і на знак протесту вони вийшли з його складу.
Самоліквідувався 2 вересня 1917 внаслідок придушення корніловського заколоту.